# Ферхоуп (Пенсилванија)
Ферхоуп (енгл. Fairhope) насељено је место без административног статуса у америчкој савезној држави Пенсилванија.

## Демографија
По попису из 2010. године број становника је 1.151.
| Група             | 2000.    | 2010.         |
| Белци             | 0 (0,0%) | 1.137 (98,8%) |
| Афроамериканци    | 0 (0,0%) | 6 (0,5%)      |
| Азијати           | 0 (0,0%) | 2 (0,2%)      |
| Хиспаноамериканци | 0 (0,0%) | 2 (0,2%)      |
| Укупно            | 0        | 1.151         |